# Foro DVD
El Foro DVD (DVD Forum) es una organización compuesta por compañías de hardware, software, medios de comunicación y contenidos que usan y desarrollan el formato DVD.  Inicialmente fue una agrupación de diez empresas vinculadas en el campo del R+D+I por su actividad comercial e industrial.
Fue fundado bajo el nombre de  Consorcio DVD (DVD Consortium), en el año 1995, en una propuesta en Japón. Actualmente forman parte de este consorcio más de 220 empresas de todo el mundo.

## Objetivos
El Foro DVD se creó para facilitar el intercambio de información e ideas sobre el formato DVD y permitirlo crecer gracias a las mejoras e innovaciones técnicas.
La organización promueve la aceptación del DVD para el entretenimiento, consumo electrónico y aplicaciones informáticas.
La pertenencia al foro está abierta a cualquier organización involucrada en la investigación, desarrollo o fabricación del DVD.

## Miembros
En la fundación del Foro intervinieron diez compañías (miembros fundadores):
- Hitachi, Ltd.
- Matsushita Electric Industrial Co. Ltd.
- Mitsubishi Electric Corporation
- Pioneer Electronic Corporation
- Royal Philips Electronics N.V.
- Sony Corporation
- Thomson
- Time Warner Inc.
- Toshiba Corporation
- Victor Company of Japan, Ltd. (JVC)

En 2008 tuvo 159 miembros registrados. Actualmente, aparte de todos los miembros que forman parte del foro, existe un comité de dirección (o Gobierno) que sirve al cuerpo ejecutivo del foro, formado por las siguientes 20 empresas (Steering Committee Companies):
1. Hitachi, Ltd.
2. IBM Corporation
3. Industrial and Technology Research Institute
4. Intel Corporation
5. LG Electronics Inc.
6. Matsushita Electric Industrial Co. Ltd.
7. Microsoft Corporation
8. Mitsubishi Electric Corporation
9. NEC Corporation
10. PIONEER CORPORATION
11. Royal Philips Electronics
12. SAMSUNG ELECTRONICS CO., LTD.
13. SANYO Electric Co., Ltd.
14. Sharp Corporation
15. Sony Corporation
16. THOMSON
17. Toshiba Corporation
18. Victor Company of Japan, Limited
19. Walt Disney Pictures and Television
20. Warner Bros. Entertainment Inc.

Actualmente el Foro DVD tiene su sede en la oficina de la secretaria del DVD Forum, en Tokio.

## Funciones
Las funciones que realiza el DVD Forum se podrían resumir en:
- Definir el formato DVD y sus especificaciones.
- Publicar nuevos materiales de referencia e informar a sus miembros.
- Crear el Libro de Formato DVD.
- Gestionar las licencias de Formato/Logo de DVD, a través de la Corporación Formato/Logo de DVD.
- Gestionar los laboratorios de verificación de DVD.
- Organizar conferencias (worldwide DVD Conferences) alrededor del mundo y fomentar el intercambio de información de DVD, incluyendo la difusión en la página web.

## Organigrama
El Foro se estructura bajo un complejo organigrama, que aparte de les altas jerarquías, consta de cinco departamentos que dan una idea de su actividad:
1. Coordinación técnica
2. Política de verificación
3. Grupo consultivo de formato y logo
4. Promoción y comunicación
5. Política de miembros